# Ézsiás Erzsébet
Ézsiás Erzsébet (Budapest, 1950. május 23. –) magyar író, újságíró, kritikus, szerkesztő.

## Életpályája
1976-ban végzett a MÚOSZ Újságíró Iskolájában, majd 1977-ben végzett az ELTE Bölcsészettudományi Karán, ahol a mai magyar drámából szerzett doktorátust. Ekkortól dolgozik újságíróként, szerkesztőként és kritikusként. Pályafutása során (eddig) 24 könyvet írt. Míg kezdetben a hazai színjátszás kiemelkedő egyéniségeiről (Básti Lajos), Mészáros Ági), később az irodalmi élet (Gyurkovics Tibor, Baranyi Ferenc), majd az utóbbi időkben a tudományos élet prominens szereplőiről írt portréköteteket (Náray Szabó Gábor, Kroó Norbert, Vajna Zoltán, Vásáry István, Maróth Miklós, Freund Tamás). Emellett a zenei élet több kiválóságáról, énekművészekről (Fényes Kató, Pitti Katalin), a hitélet meghatározó személyiségeiről (Olofsson Placid atya), valamint számára meghatározó tájakról (Balaton, Toscana) is.
Dolgozott a Magyar Rádióban, a Film Színház Muzsikánál, a Színháznál, az Annánál, a Pesti Riportnál és a Nők Lapjánál. 2000-ben a Magyar Millennium Kormánybiztosi Hivatalában zenei ügyekkel foglalkozott. Azóta szabadúszó.
Lánya, Zsófia 1985-ben született. A kislány naplói ihlették Ézsiás két regényét: míg a Babanapló (2003) sajátos, önelemző, a világra rácsodálkozó, majd azt egyre jobban megismerő szemszögből láttatja egy lánybaba cseperedését, addig a Kamasznaplóban (2005) már a tizenévessé vált szerző felnőtt nővé érésének lehetünk tanúi. (Utóbbi kötet borítóján Zsófiáról készült portré Archiválva 2021. szeptember 17-i dátummal a Wayback Machine-ben szerepel.) Müller Péter író így fogalmaz a könyv fülszövegében: (...)  "Ami összeáll ezekből a látszólag »jelentéktelen«, hétköznapi feljegyzésekből egy olyan hatalmas dráma, melyet ritkán írtak meg. Női olvasók személyes gondolataikkal találkozhatnak ebben a naplóban, A férfi olvasók pedig megismerhetik belőle, milyen a világ a nők szemüvegén keresztül, hogyan érik felnőtté egy lány, s milyen gyönyörűséges és gyötrelmes dolog anyának lenni."

## Könyvei
- Mai magyar dráma, esszékötet (Kossuth Kiadó, 1986)
- Básti Lajos – monográfia (Múzsák Kiadó, 1987)
- Mészáros Ági – monográfia (Múzsák, 1988)
- Csupa könny a szobám, Fényes Kató életpályája (magánkiadás, 1993)
- A Teleki tértől Hollywoodig, Vig Tommy pályafutása (Abigél Bt.,1994)
- A Mágus. Portré Gyurkovics Tiborról (K.u.K. Kiadó, 1998)
- Az érzelmek papnője. Pitti Katalin életútja (K.u.K. Kiadó, 2001)
- Az éjszaka sárkányai – novellák (Hétkrajcár Kiadó, 2002)
- Babanapló – regény (Felsőmagyarország Kiadó, 2003)
- A hit pajzsa. Olofsson Placid atya élete (Papirusz Book, 2004)
- Berek Katalin: Tájkép magammal, életrajz – társszerző (Papirusz Book, 2004)
- Kamasznapló – regény (Papirusz Book, 2005)
- Fecskekód. Gyurkovics Tibor verseinek keletkezéstörténete (Papirusz Book, 2006)
- Az örvénylelkű fiú. Baranyi Ferenc életpályája (Papirusz Book, 2007)
- A hit pajzsa – átdolgozott, bővített kiadás (Papirusz Book, 2008)
- Az én Toszkánám – útikönyv (Papirusz Book, 2009)
- A Mindentudás Professzora. Vizi E. Szilveszter életútja (Lexica Kiadó, 2011)
- Az én Balatonom (Lexica Kiadó, 2011)
- Tudás, türelem, tisztesség. Náray Szabó Gábor életpályája (Lexica Kiadó, 2013)
- A tudomány nagykövete. Kroó Norbert életpályája (Lexica Kiadó, 2014)
- Viharos vizeken. Vajna Zoltán életpályája (Lexica Kiadó, 2015)
- A "Boldogító tudás". Vásáry István életpályája (Lexica Kiadó, 2016)
- "Ora et labora". Maróth Miklós életpályája (Lexica Kiadó, 2017)
- A megismerés határai. Freund Tamás életpályája (Lexica Kiadó, 2018)
- Vadóska – Napló egy árváról (Papirusz Book, 2019)
- Perpetuum mobile. Prokopp Mária életpályája; Lexica, Bp., 2020 (Magyar tudósok)
- Gyógyítás szívvel-lélekkel. Merkely Béla életpályája; Lexica, Bp., 2021 (Magyar tudósok)
- A tudás kincsesbányája. Sótonyi Péter életpályája; Lexica, Bp., 2023 (Magyar tudósok)